# Ademar de Capua
Ademar (de asemenea, Adhemar, Ademaro, Ademario, Adelmario sau Adamaro) a fost duce de Spoleto între 998 și 999 și principe de Capua în anul 1000. 
Ademar era fiul lui Balsamo, un cleric din Capua. El a primit educația în Germania, la curtea împăratului Otto al II-lea, alături de viitorul împărat, Otto al III-lea. 
Pentru a restrânge din puterile acumulate de margraful Ugo "cel Mare" de Toscana, care devenise și duce de Spoleto din 989, împăratul Otto al III-lea l-a numit în mai 996 pe Conrad ca duce spoletan, în locul căruia, din decembrie 998, a fost numit apoi Ademar. În continuare, Otto l-a luat cu el în sudul Italiei și au pornit împotriva Capuei, de unde l-au înlăturat pe principele Laidulf, considerat vinovat pentru asasinarea propriului său frate, Landenulf. În continuare, trupele imperiale au pornit în marș către Ducatul de Neapole, luându-l captiv pe ducele Ioan al IV-lea și închizându-l în Capua. Laidulf, împreună cu soția sa Maria, cu Gaideris și Lando de Caiazzo, au fost exilați din Capua, iar Adhemar a rămas să conducă Principatul de Capua, în vreme ce Ioan de Neapole a fost dus de împărat în Germania. În martie 1000, Adhemar a fost numit principe de Capua, însă până în luna iulie era deja înlăturat de către cetățeni, care l-au ales în schimb pe Landulf de Sant'Agata, sub numele de Landulf al VII-lea. Anterior, fiind încă principe, Ademar îl numise pe Atenulf în poziția de conte de Aquino.